# 上顎神経
上顎神経（じょうがくしんけい）（羅名 n.maxillaris）とは、三叉神経の第2枝で、目の下－頬－上唇－上顎の口腔内の知覚を司る神経である。
上顎神経は、三叉神経節より始まり、蝶形骨大翼の正円孔より脳頭蓋から翼口蓋窩に到達し、そこより枝である眼窩下神経となって下眼窩裂を抜けるものである。
上顎神経の直接の枝は上顎神経硬膜枝、頬骨神経、翼口蓋神経、眼窩下神経、後上歯槽枝、翼口蓋神経節である。

## 追加画像

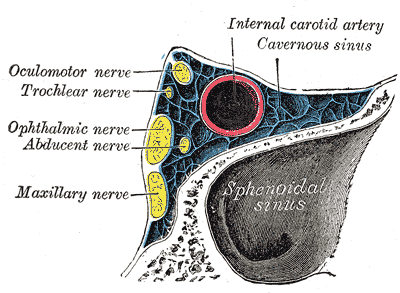
Oblique section through the cavernous sinus.
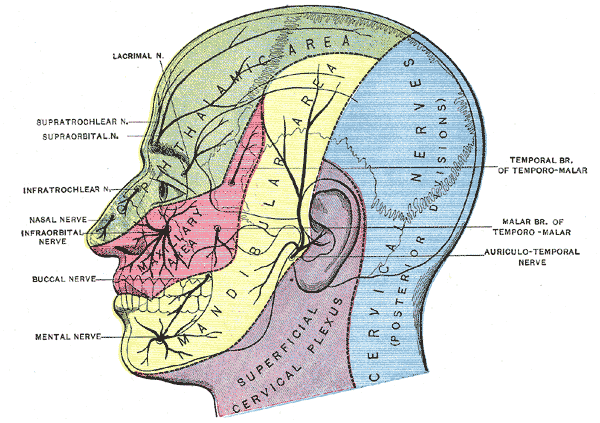
Dermatome distribution of the trigeminal nerve
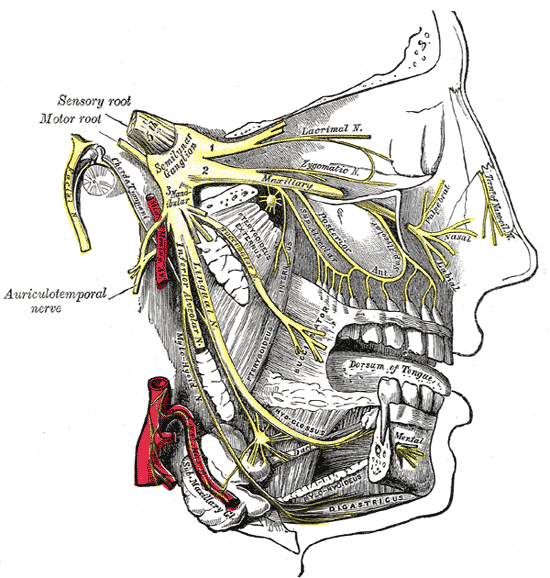
Distribution of the maxillary and mandibular nerves, and the submaxillary ganglion.
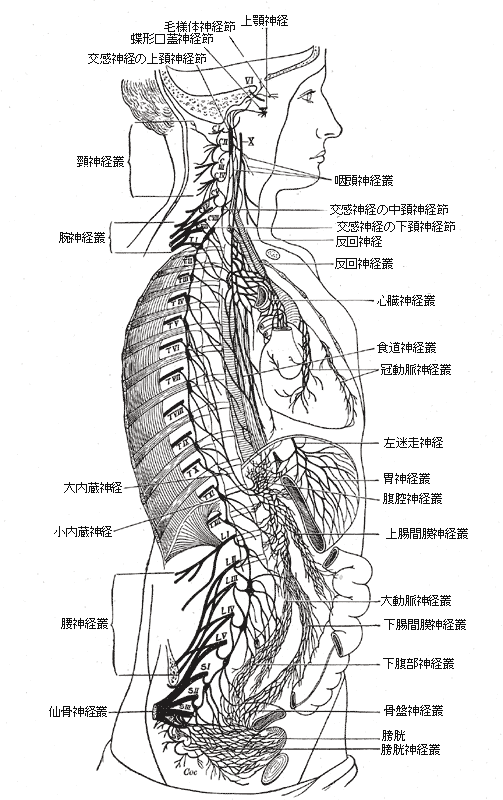
The right sympathetic chain and its connections with the thoracic, abdominal, and pelvic plexuses.